# Гулиашвили, Георгий
Гео́ргий Гулиашви́ли (груз. გიორგი გულიაშვილი; род. 5 сентября 2001, Тбилиси) — грузинский футболист, нападающий клуба «Сараево».

## Клубная карьера
Воспитанник футбольной академии грузинского клуба «Сабуртало». В основном составе дебютировал 13 июня 2018 года в матче Кубка Грузии против «ВИТ Джорджия». 28 мая 2019 года дебютировал в Эровнули-лиге (высшем дивизионе чемпионата Грузии) против «ВИТ Джорджия». 24 июля 2020 года забил свой первый гол за «Сабуртало» в матче против «Торпедо Кутаиси». 27 августа 2020 года дебютировал в Лиге Европы УЕФА в матче первого квалификационного раунда против кипрского клуба «Аполлон Лимасол».

## Карьера в сборной
Выступал за сборные Грузии до 17, до 18, до 19 лет и до 21 года.